# Carlo Marsuppini
Carlo Marsuppini (Arezzo o Genova, 1398 – Firenze, 24 aprile 1453) fu un celebre umanista e Cancelliere della Repubblica Fiorentina.

## Biografia
Ottenne l'importante incarico alla morte di Leonardo Bruni, col quale condivide l'onore di un monumento in Santa Croce. Alla morte del padre Gregorio (1444) commissionò a Filippo Lippi la pala Incoronazione della Vergine (detta Incoronazione Marsuppini, ora alla Pinacoteca vaticana a Città del Vaticano) per il convento degli Olivetani ad Arezzo.
Tra le sue opere una traduzione latina della Batracomiomachia e una di brani dell'Iliade; e alcuni carmi latini.
Due figli di Carlo Marsuppini, Cristoforo e Carlo junior, appaiono come personaggi nel Commentarium in Convivium Platonis de Amore ("Commentario al Simposio di Platone") di Marsilio Ficino.